# C19 (Namibië)
De C19 is een secundaire weg in het westen van Namibië. De weg loopt van Mariental via Maltahöhe en Sesriem naar Solitaire. In Mariental sluit de weg aan op de B1 naar Windhoek en Kaapstad.
De C19 is 337 kilometer lang en loopt door de regio's Hardap en Khomas. Tussen Mariental en Maltahöhe is de weg geasfalteerd. Daarna gaat de weg over in een onverharde weg van goede kwaliteit. Daardoor is de weg met een gewone auto goed te berijden. 